# Philippe Grandjean

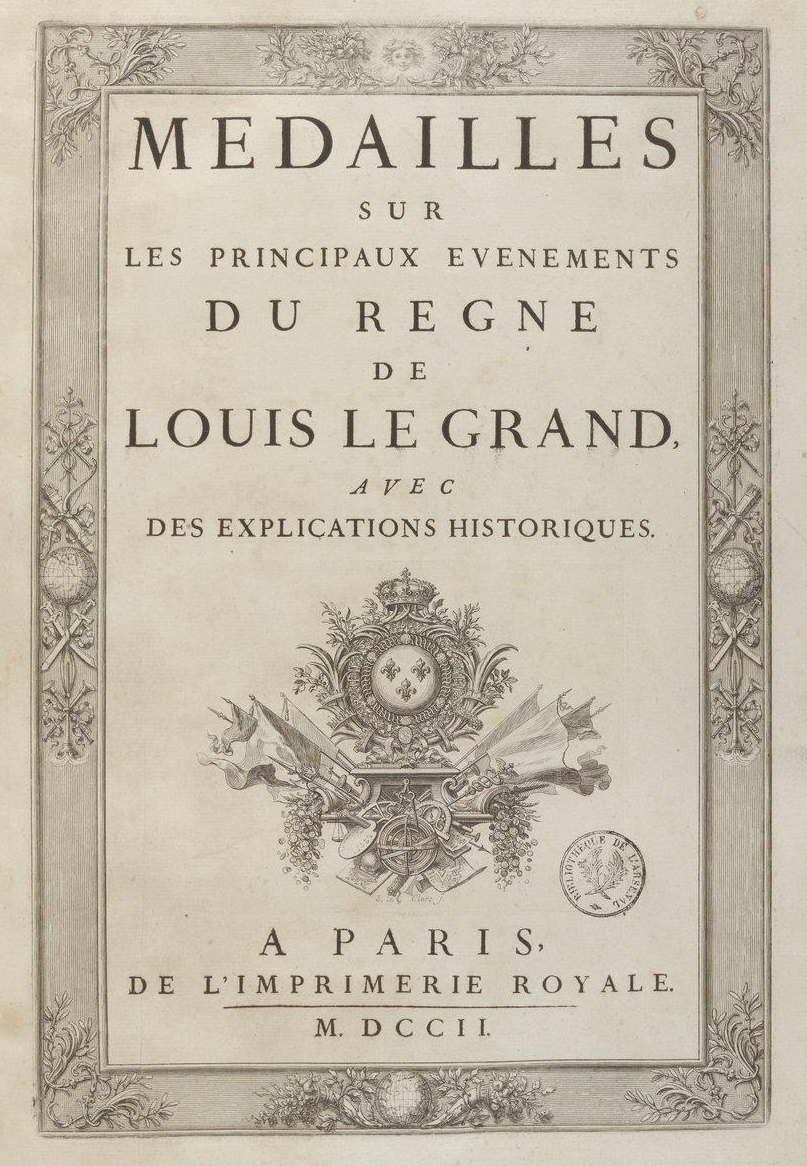
Médailles sur les principaux événements du règne entier de Louis le Grand de 1702, premier ouvrage publié avec le caractère Grandjean.

Philippe Grandjean de Fouchy, né à Mâcon en 1666, décédé à Paris en 1714, est un graveur et créateur de caractères connu pour ses caractères conçus pour l’Imprimerie royale en 1694, appelés Grandjean ou Romain du roi, à partir des épreuves imprimées des planches de Louis Simonneau.
Il se marie à Marie Madeleine Hinault, leur fils unique est Jean-Paul Grandjean de Fouchy.